# Elassoma boehlkei
Elassoma boehlkei é uma espécie de peixe da família Elassomatidae.
É endémica dos Estados Unidos da América.